# Giovanni da Cascia
Giovanni da Cascia, či Giovanni da Firenze (čili Jan Florentský), byl italský hudební skladatel, představitel období ars nova.

## Život
Žil dlouhou dobu ve Veroně u dvora rodu della Scala, kde je jeho přítomnost doložena kolem roku 1350. 
Skládal především madrigaly. Je považován za jednoho z nejvýznamnějších tvůrců florentské ars novy. Tucet jeho skladeb je obsaženo v kodexu Squarcialupi.